# Super 14 2009
Il Super 14 2009 fu la 14ª edizione del Super Rugby SANZAR, torneo professionistico di rugby a 15 che si disputa su base annuale tra squadre di club delle federazioni australiana, neozelandese e sudafricana.
Composta interamente di franchise, si tenne tra febbraio e maggio 2009.
Fu un'edizione di torneo che vide ritoccati diversi record: il primo fu durante la stagione regolare, che fece registrare quello che è tuttora il punteggio complessivo più basso del torneo, 6 punti, frutto del 6-0 con cui gli Highlanders sconfissero i Crusaders alla quarta giornata, grazie a due calci piazzati di Daniel Bowden.
La stagione regolare fu vinta dai sudafricani Bulls, che misero dietro di loro tre squadre neozelandesi, i Chiefs, gli Hurricanes e i Crusaders.
Proprio contro questi ultimi, campioni uscenti, i Bulls disputarono a Pretoria la semifinale, che vinsero per 36-23 e in cui Morné Steyn, alla fine del torneo miglior realizzatore del 2009 con 189 punti, stabilì il record di drop per un singolo incontro del Super Rugby, avendone marcati 4; nell'altro incontro i Chiefs si imposero di misura sugli Hurricanes.
Infine, un ulteriore record fu registrato in finale: i Bulls vinsero il loro secondo titolo sconfiggendo i Chiefs per 61-17, punteggio che, pur non rappresentando il record complessivo per una finale (stabilito nel 2004 quando i Brumbies sconfissero i Crusaders per 47-38), rappresenta comunque il nuovo primato di punti segnati dalla squadra vincente (61) nonché il più alto margine di vittoria (+44).

## Squadre partecipanti e ambiti territoriali
| Paese         | Squadra       | Sede           | Area                                            |
| ------------- | ------------- | -------------- | ----------------------------------------------- |
| Australia     | Brumbies      | Canberra       | Territorio della Capitale Australiana           |
| Australia     | Reds          | Brisbane       | Stato del Queensland                            |
| Australia     | Waratahs      | Sydney         | Stato del Nuovo Galles del Sud                  |
| Australia     | Western Force | Perth          | Stato dell’Australia Occidentale                |
| Nuova Zelanda | Blues         | Auckland       | Penisola di North Auckland                      |
| Nuova Zelanda | Chiefs        | Hamilton       | Distretti di Hamilton, Tauranga e Rotorua       |
| Nuova Zelanda | Crusaders     | Christchurch   | Regione di Canterbury                           |
| Nuova Zelanda | Highlanders   | Dunedin        | Distretto di Otago e South Land                 |
| Nuova Zelanda | Hurricanes    | Wellington     | Wellington, Palmerston North e Napier           |
| Sudafrica     | Bulls         | Pretoria       | East Rand, Limpopo                              |
| Sudafrica     | Cheetahs      | Bloemfontein   | Stato libero, Provincia del Capo Settentrionale |
| Sudafrica     | Lions         | Johannesburg   | Mpumalanga, Provincia del Nordovest             |
| Sudafrica     | Sharks        | Durban         | KwaZulu-Natal                                   |
| Sudafrica     | Stormers      | Città del Capo | Cape Winelands, West Coast                      |

## Stagione regolare

### Risultati
|           | 1ª giornata            |       |
| --------- | ---------------------- | ----- |
| 13-2-2009 | Highlanders - Brumbies | 31-33 |
| 13-2-2009 | Western Force - Blues  | 19-25 |
| 13-2-2009 | Lions - Cheetahs       | 34-28 |
| 14-2-2009 | Crusaders - Chiefs     | 19-13 |
| 14-2-2009 | Hurricanes - Waratahs  | 22-26 |
| 14-2-2009 | Stormers - Sharks      | 15-20 |
| 14-2-2009 | Bulls - Reds-33        | 20    |

|          | 4ª giornata             |       |
| -------- | ----------------------- | ----- |
| 6-3-2009 | Chiefs - Western Force  | 31-13 |
| 6-3-2009 | Waratahs - Reds         | 15-11 |
| 7-3-2009 | Hurricanes - Cheetahs   | 29-12 |
| 7-3-2009 | Blues - Sharks          | 31-35 |
| 7-3-2009 | Highlanders - Crusaders | 6-0   |
| 7-3-2009 | Bulls - Stormers        | 14-10 |
| Rip.     | Brumbies e Lions        |       |

|           | 7ª giornata              |       |
| --------- | ------------------------ | ----- |
| 27-3-2009 | Blues - Waratahs         | 22-27 |
| 28-3-2009 | Highlanders - Bulls      | 36-12 |
| 28-3-2009 | Crusaders - Stormers     | 11-7  |
| 28-3-2009 | Reds - Chiefs            | 26-50 |
| 28-3-2009 | Sharks - Brumbies        | 35-14 |
| 28-3-2009 | Lions - Hurricanes       | 32-38 |
| Rip.      | Cheetahs e Western Force |       |

|           | 10ª giornata             |       |
| --------- | ------------------------ | ----- |
| 17-4-2009 | Blues - Highlanders      | 26-6  |
| 17-4-2009 | Brumbies - Bulls         | 32-31 |
| 18-4-2009 | Hurricanes - Stormers    | 34-11 |
| 18-4-2009 | Reds - Lions             | 20-31 |
| 18-4-2009 | Waratahs - Western Force | 14-15 |
| 18-4-2009 | Cheetahs - Chiefs        | 10-28 |
| 18-4-2009 | Sharks - Crusaders       | 10-13 |

|          | 13ª giornata             |       |
| -------- | ------------------------ | ----- |
| 8-5-2009 | Crusaders - Reds         | 32-12 |
| 8-5-2009 | Lions - Highlanders      | 27-22 |
| 8-5-2009 | Chiefs - Hurricanes      | 16-8  |
| 9-5-2009 | Brumbies - Blues         | 37-15 |
| 9-5-2009 | Sharks - Waratahs        | 12-16 |
| 9-5-2009 | Bulls - Cheetahs         | 29-20 |
| 9-5-2009 | Stormers - Western Force | 25-24 |

|           | 2ª giornata              |       |
| --------- | ------------------------ | ----- |
| 20-2-2009 | Hurricanes - Highlanders | 22-17 |
| 20-2-2009 | Waratahs - Chiefs        | 11-7  |
| 20-2-2009 | Western Force - Cheetahs | 16-10 |
| 20-2-2009 | Stormers - Reds          | 27-24 |
| 21-2-2009 | Brumbies - Crusaders     | 18-16 |
| 21-2-2009 | Bulls - Blues            | 59-26 |
| 21-2-2009 | Sharks - Lions           | 25-10 |

|           | 5ª giornata               |       |
| --------- | ------------------------- | ----- |
| 13-3-2009 | Blues - Cheetahs          | 46-12 |
| 13-3-2009 | Brumbies - Waratahs       | 21-11 |
| 14-3-2009 | Crusaders - Western Force | 23-23 |
| 14-3-2009 | Highlanders - Chiefs      | 10-14 |
| 14-3-2009 | Reds - Sharks             | 25-13 |
| 14-3-2009 | Stormers - Lions          | 56-18 |
| Rip.      | Hurricanes e Bulls        |       |

|          | 8ª giornata          |       |
| -------- | -------------------- | ----- |
| 3-4-2009 | Crusaders - Bulls    | 16-13 |
| 3-4-2009 | Western Force - Reds | 39-7  |
| 4-4-2009 | Chiefs - Lions       | 36-29 |
| 4-4-2009 | Waratahs - Stormers  | 12-6  |
| 4-4-2009 | Cheetahs - Brumbies  | 27-40 |
| 4-4-2009 | Sharks - Hurricanes  | 33-17 |
| Rip.     | Blues e Highlanders  |       |

|           | 11ª giornata           |       |
| --------- | ---------------------- | ----- |
| 24-4-2009 | Highlanders - Stormers | 11-18 |
| 24-4-2009 | Western Force - Lions  | 55-14 |
| 25-4-2009 | Blues - Reds           | 24-31 |
| 25-4-2009 | Hurricanes - Brumbies  | 56-7  |
| 25-4-2009 | Cheetahs - Crusaders   | 20-13 |
| 25-4-2009 | Bulls - Chiefs         | 33-27 |
| Rip.      | Waratahs e Sharks      |       |

|           | 14ª giornata                |       |
| --------- | --------------------------- | ----- |
| 15-5-2009 | Chiefs - Brumbies           | 10-7  |
| 15-5-2009 | Lions - Waratahs            | 33-38 |
| 16-5-2009 | Blues - Crusaders           | 13-15 |
| 16-5-2009 | Reds - Hurricanes           | 28-37 |
| 16-5-2009 | Western Force - Highlanders | 33-28 |
| 16-5-2009 | Cheetahs - Stormers         | 22-28 |
| 16-5-2009 | Sharks - Bulls              | 26-27 |

|           | 3ª giornata              |       |
| --------- | ------------------------ | ----- |
| 27-2-2009 | Crusaders - Hurricanes   | 24-30 |
| 27-2-2009 | Waratahs - Highlanders   | 34-16 |
| 28-2-2009 | Chiefs - Sharks          | 15-22 |
| 28-2-2009 | Brumbies - Western Force | 16-25 |
| 28-2-2009 | Lions - Bulls            | 9-16  |
| 28-2-2009 | Stormers - Blues         | 8-14  |
| 1-3-2009  | Reds - Cheetahs          | 22-3  |

|           | 6ª giornata            |       |
| --------- | ---------------------- | ----- |
| 20-3-2009 | Hurricanes - Bulls     | 14-19 |
| 21-3-2009 | Highlanders - Cheetahs | 32-8  |
| 21-3-2009 | Chiefs - Blues         | 63-34 |
| 21-3-2009 | Waratahs - Crusaders   | 13-17 |
| 21-3-2009 | Western Force - Sharks | 10-22 |
| 21-3-2009 | Lions - Brumbies       | 25-17 |
| Rip.      | Reds e Stormers        |       |

|           | 9ª giornata                |       |
| --------- | -------------------------- | ----- |
| 10-4-2009 | Blues - Lions              | 36-12 |
| 10-4-2009 | Western Force - Hurricanes | 27-28 |
| 11-4-2009 | Highlanders - Reds         | 24-19 |
| 11-4-2009 | Brumbies - Stormers        | 17-10 |
| 11-4-2009 | Waratahs - Bulls           | 6-20  |
| 11-4-2009 | Sharks - Cheetahs          | 6-31  |
| Rip.      | Crusaders e Chiefs         |       |

|          | 12ª giornata          |       |
| -------- | --------------------- | ----- |
| 1-5-2009 | Hurricanes - Blues    | 45-27 |
| 1-5-2009 | Lions - Crusaders     | 20-32 |
| 1-5-2009 | Cheetahs - Waratahs   | 10-18 |
| 2-5-2009 | Reds - Brumbies       | 13-52 |
| 2-5-2009 | Sharks - Highlanders  | 23-15 |
| 2-5-2009 | Bulls - Western Force | 32-29 |
| 2-5-2009 | Stormers - Chiefs     | 14-28 |

### Classifica
|  |     | Squadra       | G  | V  | N | P  | PF  | PS  | B  | Pt |
|  | --- | ------------- | -- | -- | - | -- | --- | --- | -- | -- |
|  | 1.  | Bulls         | 13 | 10 | 0 | 3  | 338 | 271 | 6  | 46 |
|  | 2.  | Chiefs        | 13 | 9  | 0 | 4  | 338 | 236 | 9  | 45 |
|  | 3.  | Hurricanes    | 13 | 9  | 0 | 4  | 380 | 279 | 8  | 44 |
|  | 4.  | Crusaders     | 13 | 8  | 1 | 4  | 231 | 198 | 7  | 41 |
|  | 5.  | Waratahs      | 13 | 9  | 0 | 4  | 241 | 212 | 5  | 41 |
|  | 6.  | Sharks        | 13 | 8  | 0 | 5  | 282 | 239 | 6  | 38 |
|  | 7.  | Brumbies      | 13 | 8  | 0 | 5  | 311 | 305 | 6  | 38 |
|  | 8.  | Western Force | 13 | 6  | 1 | 6  | 328 | 275 | 10 | 36 |
|  | 9.  | Blues         | 13 | 5  | 0 | 8  | 339 | 369 | 12 | 32 |
|  | 10. | Stormers      | 13 | 5  | 0 | 8  | 235 | 249 | 7  | 27 |
|  | 11. | Highlanders   | 13 | 4  | 0 | 9  | 254 | 269 | 10 | 26 |
|  | 12. | Lions         | 13 | 4  | 0 | 9  | 294 | 419 | 9  | 25 |
|  | 13. | Reds          | 13 | 3  | 0 | 10 | 258 | 380 | 7  | 19 |
|  | 14. | Cheetahs      | 13 | 2  | 0 | 11 | 213 | 341 | 4  | 12 |

## Semifinali
| Arbitro: | Stuart Dickinson |

|                         |      |           |
| 31’ Lauaki 53’ Muliaina | mt   | 20’ Nonu  |
| 31’, 53’ Donald         | tr   | 20’ Weepu |
|                         | c.p. | 64’ Weepu |

| Arbitro: | Bryce Lawrence |

|                                  |      |                           |
| 11’ Habana 31’ Ndugane 39’ Spies | mt   | 13’ A. Whitelock 24’ Read |
| 11’, 31’, 39’ M. Steyn           | tr   | 13’, 24’ MacDonald        |
| 66’ M. Steyn                     | c.p. | 5’ Brett 19’ MacDonald    |
| 34’, 37’, 68’, 70’ M. Steyn      | drop | 50’ Ellis                 |

## Finale
| Arbitro: | Jonathan Kaplan |

| |              | |
| 8’, 11’ F. du Preez 14’, 39’ Habana 57’ Matfield 66’ Olivier 71’ Spies 79’ D. Roussow | mt           | 6’ Masaga 45’ Muliaina |
| 8’, 12’, 14’, 39’, 71’ M. Steyn 80’ Francis | tr           | 6’, 45’ Donald |
| 28’, 47’ M. Steyn | c.p.         | 51’ Donald |
| 21’ M. Steyn | drop         | |
| · Kirchner · Ndugane · Pretorius · Olivier · 54’ Habana · 74’ M. Steyn · 69’ F. du Preez · Steenkamp · 52’ Kuun · 57’ Kruger · 57’ B. Botha · Matfield (c) · 20’ Stegmann · D. Potgieter · Spies | Formazioni   | · Muliaina (c) · Masaga · Kahui · Bruce 68’ · Sweeney · Donald · Morland 73’ · Taumalolo 69’ · de Malmanche 13’ · McGougan · C. Clarke · O'Neill 54’ · Messam · Latimer · Lauaki 54’ |
| · 20’ Wannenburg · 52’ Ralepelle · 54’ M. Delport · 57’ Gerber · 57’ D. Rossouw · 69’ Adams · 74’ Francis                                                                                        | Sostituzioni | · H. Elliot 13’ · Lilo 54’ · Lynn 54’ · Delany 68’ · Savage 69’ · D. Basson 73’ |
| Frans Ludeke | Allenatori   | Ian Foster |